# King 810
King 810 (conhecido anteriormente como, e muitas vezes abreviado para, simplesmente King) é uma banda de metal americana de Flint, Michigan formada em 2007 que consiste em David Gunn, Andrew Beal, Eugene Gill e Andrew Workman. O primeiro lançamento da banda foi o seu EP independente intitulado Midwest Monsters em 2012, o que lhes valeu um contrato com a Roadrunner Records; eles lançaram seu segundo EP intitulado Proem em 2014, e seu álbum de estreia Memoirs of a Murderer no mesmo ano.

## História

### Formação (2007-2012)
A banda formada oficialmente em dezembro de 2007 em sua cidade natal, Flint, Michigan; No entanto, os quatro membros tinham se apresentado juntos antes, em seguida, e já ganhou uma sequência. A formação consiste em David Gunn (anteriormente conhecido como David Swan) líder e vocalista, o guitarrista Andrew Beal, baixista Eugene Gill e o baterista Andrew Workman. David Gunn revelou em um documentário da revista Metalhammer que ele começou a escrever letras para a banda quando ele foi preso e, eventualmente, aplicado essas letras para a banda, que já havia desenvolvido um som que ele reconheceu, então ele adaptou letras para esse estilo.
Em 2008, foi relatado que a banda tinha assinado com Equal Vision Records, e que o guitarrista Jason Hale (e também do Chiodos) era um membro da banda, tornando a banda seu projeto paralelo, e que tinham a intenção de lançar um álbum de estúdio completo em 2009. Eles fizeram turnê juntos em toda a América em dezembro de 2008. A banda lançou demos em seu Myspace, e relatou-se que eles haviam gravado um álbum com Mark Michalik no Detroit's 37 Studios. No entanto, em agosto de 2009 a banda deixou abruptamente o rótulo sem uma razão declarada, e com nenhum álbum lançado. Presume-se que Jason Hale deixou a banda em torno desse tempo, já que ele não é mencionado em qualquer das suas atividades posteriores. O número '810', que é o código de área para Flint, Michigan, cidade natal da banda, foi usado no nome da banda depois que eles deixaram Equal Vision.
Em junho de 2012 Gunn foi agredido quando ele se recusou a entregar um saco durante um assalto. Ele foi baleado e esfaqueado, mas sobreviveu ao ataque e passou a escrever para a estreia da banda e para o EP independente, Midwest Monsters, que foi fortemente inspirado por esse evento em particular e experiências anteriores. O álbum foi composto por Gunn e produzido por Josh Wickman, e só foi oficialmente lançado fisicamente.

### Memoirs of a Murderer(2013-2015)

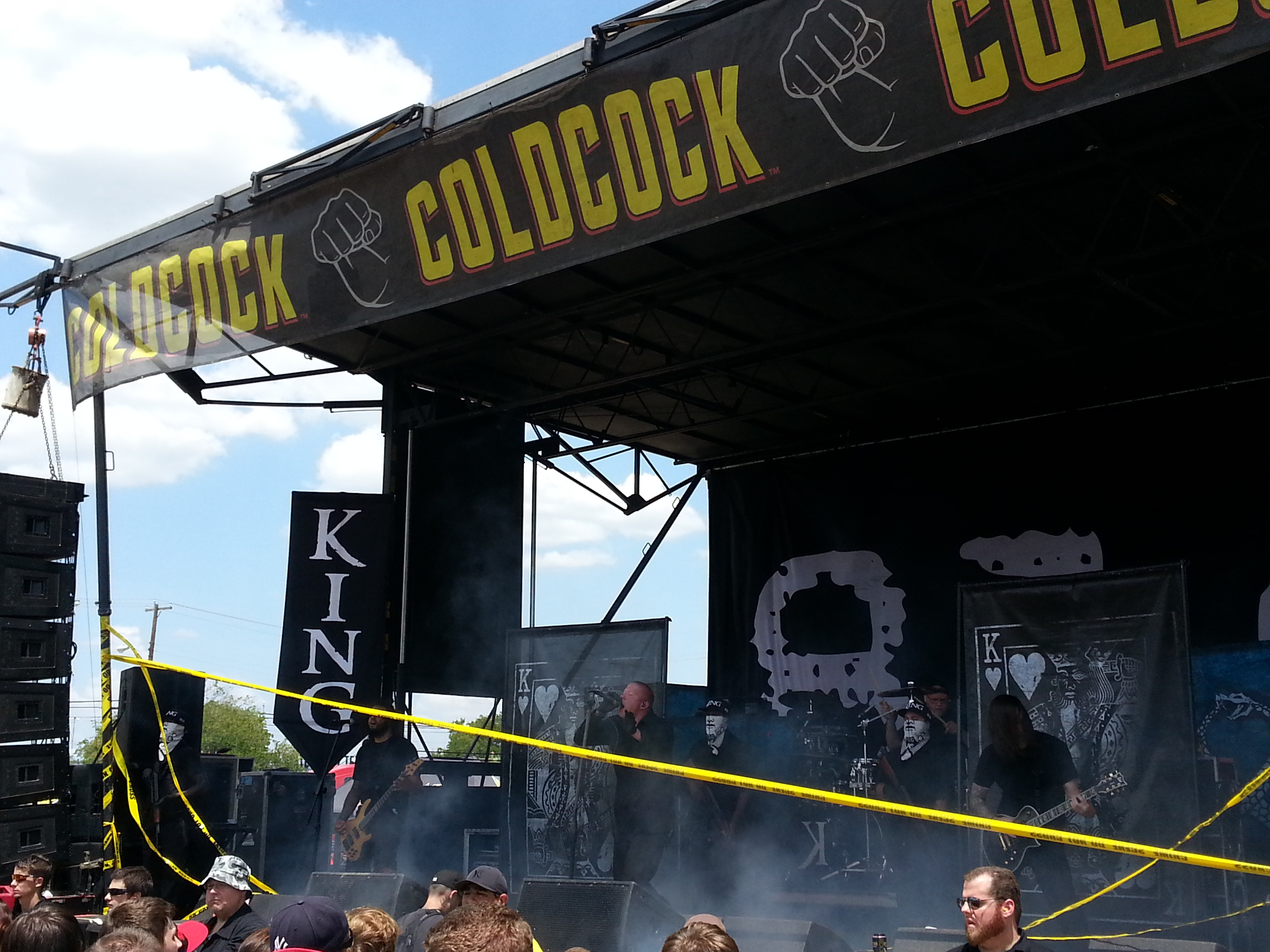
King 810 tocando em Coldcock American Herbal Whiskey Stage no Mayhem Festival

Eles lançaram o videoclipe de seu primeiro single, 'Killem All', em 31 de março de 2014. A canção foi posteriormente usado para promover o seu primeiro disco de estreia pela Roadrunner Records, Proem. Em maio a banda tocou no Rock on the Range 2014 no Columbus Crew Stadium. A banda lançou seu segundo EP intitulado "Proem" em 9 de junho depois de stream online. Eles também se juntaram a turnê Mayhem Festival de 2014 de junho a agosto com headliners Avenged Sevenfold e Korn.
A banda inicialmente teve a intenção de se apresentar no Download Festival, em junho de 2014, tornando esta a sua estreia no Reino Unido, mas teve de cancelar quando os membros David Gunn e Eugene Gill foram presos em Detroit Metro Airport em junho por assaulto com intenção de causar grande dano corporal, em um caso que ocorreu em outubro de 2013. a acusação contra Gunn foi posteriormente abandonada, mas Gill teve de comparecer em tribunal por agressão com a intenção de fazer um grande dano corporal menos de assassinato. Em julho, juntamente com o lançamento de seu segundo single 'Fat Around The Heart', que foi promovido com um vídeo clipe, eles anunciaram seu primeiro álbum de estreia, que seria intitulado Memoirs of a Murderer e seria lançado em 18 de agosto digitalmente e um dia mais tarde fisicamente. O álbum foi o primeiro a entrar nas paradas; 18 no Billboard's Top Hard Rock Albums  e 8 no Top Heatseekers.
A banda finalmente fez sua estreia no Reino Unido em setembro, para ser parte do 'Download Freezes Over' tour com o apoio do 'Astroid Boys' e 'Hang The Bastard'. No final de 2014, eles excursionaram em apoio do Slipknot, juntamente com Korn, tocando pelos EUA incluindo o Knotfest. Eles continuaram essa turnê no início de 2015 no Reino Unido. Em fevereiro, eles lançaram uma faixa 'spoken word' que vem como uma série em curso intitulado 'Anatomy 1:5' que não é destaque em nenhum álbum, mas como um single promocional autônomo. A banda fez sua estreia na Austrália como parte de 2015 de Soundwave no final de fevereiro e início de março. A partir de 8 abril a 3 junho eles deram suporte ao rapper Tech N9ne na divulgação de seu novo álbum na Austrália e Nova Zelândia.
Depois da turnê a banda tinha planos de fazer uma turnê em um festival Europeu em Junho, participando de eventos como o Download Festival e Rock am Ring, no entanto teve que cancelar sua participação devido a problemas imprevistos na sua cidade natal, mas a intenção de criar mais vídeos de música e outras peças de conteúdo durante a sua pausa. A banda intenção de participar na Dirt Fest em agosto, em Michigan. Em 21 de maio a banda lançou um novo single intitulado Revenge, com o rapper Trick-Trick, juntamente com o anúncio do lançamento de sua mixtape intitulada Midwest Monsters 2. Eles divulgaram um comunicado sobre o próximo lançamento que "Nossos recursos de trabalho próximos pessoas que respeitamos e são fãs. Nós estamos tão orgulhosos dele como qualquer outra coisa que já fizemos." Mais tarde, eles lançaram a mixtape em 17 de Setembro e conta com participações de Freddie Gibbs, Zuse e Game Spittaz. Um mês depois, no final de outubro eles também lançou um LP intitulado 'That Place Where Pain Lives...', que apresenta duas canções inéditas de seu álbum de estreia, uma nomes das músicas 'Bad Man' e uma versão do quarteto de cordas 'Devil Don't Cry', ambos com a participação da cantora RosieMay do Reino Unido.

### La Petite Mort or a Conversation with God(2016–2017)
Em janeiro de 2016, a banda lançou uma canção intitulada "We Gotta Help Ourselves" em ajuda para levantar dinheiro e sensibilização para a crise de água tóxica em sua cidade de Flint, Michigan. Junto com o lançamento da música que eles uniram-se com uma tomada de vestuário local em Flint para criar uma camisa exclusiva, da qual todos os fundos vão para a Fundação Comunidade da Grande Flint: "Flint criança e Saúde e Fundo de Desenvolvimento", o próprio Gun comentou que ele acreditava "..crianças são as pessoas mais importantes na equação."
Em fevereiro de 2016, em sua página oficial no facebook, a banda postou uma foto do vocalista David Gunn com a seguinte frase: "Talvez seja a hora de fazer um outro registro - Gunn.". O que pode ser eventualmente a gravação do segundo álbum da banda.
No final de julho, a banda lançou um videoclipe para seu single "I Ain't Goin Back Again", e revelou que seu segundo álbum se chamará "La Petite Mort or a Conversation with God" e seria lançado no mesmo ano, 16 de setembro, outros detalhes sobre o álbum incluem a capa do álbum e sua lista de faixas composta por 13 músicas.
Outra faixa do álbum, intitulada "Alpha & Omega", foi lançada através do YouTube da banda em 24 de agosto de 2016.
Em 2017, Gunn começou uma carreira de meio-pesado no MMA. Ele ganhou duas lutas e lutou pela última vez em janeiro de 2017.
Em 15 de dezembro de 2017, a banda lançou um inesperado EP acústico Queen, com cinco canções lentas sobre cinco garotas rápidas da vida de Gunn. No final de 2019, a banda retirou o EP dos serviços de streaming, existindo apenas em formato de cassete no site da banda.

### Suicide King, Yavid, e mudança no Line-Up (2018–2019)
Na primavera de 2018, a banda abriu o show do Emmure em sua turnê Natural Born Killers, Counterparts e Varials se juntaram como suporte. O King 810 deveria abrir para Cane Hill, mas eles desistiram da turnê. A banda iria mais tarde anunciar que Andrew Beal e Andrew Workman haviam saído da banda.
Enquanto Gunn e Gene escreveram um terceiro álbum King, Gunn lançou um projeto solo de rap sob o nome de Yavid, lançando seu álbum de estreia Black Teeth Devil, Vol. 1 em 13 de julho de 2018. Singles, como "Bando Commando" e "Where Were You When We Would Ride", apresentam uma grande mudança de estilo em relação ao material anterior de King com gangster rap e trap flows e batidas. Em 7 de setembro de 2018, ele lançou a sequência Black Teeth Devil, vol. 2
King fez seu retorno em 25 de janeiro de 2019 com Suicide King. É o primeiro álbum a ser publicado e lançado de forma independente após silenciosa e respeitosamente se separar da Roadrunner Records em 2018. Ao abrir o álbum com algumas de suas faixas mais pesadas até o momento com os singles "Heartbeats" e "Braveheart", o álbum é drástico progressão para a dupla. A maioria das faixas apresenta um estilo de rap / hip-hop semelhante ao de Yavid, com uma grande variedade de instrumentais agressivos e melódicos. Além disso, a capa reflete o novo som colorido com a primeira capa da banda que não seja em preto e branco. As letras do álbum, por outro lado, são sombrias e niilistas. Em uma entrevista, David diz que "na época da concepção e fabricação de Suicide King, [ele] foi diagnosticado com um transtorno de identidade (DID)" ou transtorno dissociativo de identidade.
No episódio 19 de King TV, Gunn confirma que o assunto do álbum não é apenas suicídio, mas também dinheiro. O álbum completa uma trilogia de álbuns, todos lidando com o amor. Memoirs lida com o amor à violência, La Petite Mort com o amor ao sexo e Suicide King com o amor ao dinheiro.
Gunn continuou sua série Black Teeth Devil logo depois, em 12 de abril de 2019 com o EP Vol. 3. Gunn lançou outro álbum Yavid completo, intitulado Paper Fortune Teller em 30 de outubro de 2019. O videoclipe do single "Hemingway" mostra imagens de David correndo com os touros na Espanha. Este também é o primeiro álbum do Yavid a incluir recursos dos rappers Rio Da Young OG e Paperlovee (apesar da versão única de "God's Don't Bleed" com Game Spittaz, que também participou do EP Midwest Monsters 2 do King 810).

### AK Concerto No. 47, 11th Movement in G Major(2020–presente)
A banda começou a década de 2020 com os singles "Hellhounds" em 13 de março, "Dukes" em 1º de maio e "House of Dust" em 12 de junho com um novo álbum a caminho. Mas antes do quarto álbum do King, Yavid lançou outro álbum de rap da BTD, Black Teeth Devil: Vol 4, em 16 de abril, com o single "The Noids". Em 31 de julho de 2020, novo álbum de Yavid 9 Muses.
Em 13 de novembro de 2020, a própria banda lançou seu 4º álbum, AK Concerto No. 47, 11º Movement in G Major.

## Características musicais e letras
As letras da banda são baseadas em suas vidas que crescem na cidade violenta de Flint, Michigan. O próprio David Gunn foi preso pela primeira vez quando tinha nove anos de idade, e afirma que em sua área era típico para as crianças nessa idade a cometer crimes e usar armas de fogo. a Revista Kerrang! descreveu o estilo lírico de Gunn como "poesia heavy metal" que, quando tocada ao vivo, tem uma vibe teatral que iria "deixar espaços cheios de homens adultos tremendo em suas botas." Por isso, eles classificaram a banda em 4 lugar dos 'Top 20 Hottest Bands In The World Right Now'.
Robb Flynn da banda de metal Machine Head disse King 810 sempre fascinou-o como eles têm mais de um lado punk-rock muitas vezes eles foram proibidos em clubes, devido ao caos e a violência que causaram. Flynn diz que eles lembrá-lo de seus primeiros anos em Machine Head, passando a dizer que as letras são "assassinas" e que Gunn tem realmente um intenso vocal. Artista escritor direta Rick Florino escreveu que a sua distinta ranhuras poli-rítmica e riffs intrincados fazem fronteira com som industrial, e que as letras de Gunn canais os gostos de Edgar Allan Poe, Ernest Hemingway e 2Pac, ainda manter uma atitude vulgar; ele conclui que o som deles representa verdadeiramente a música heavy metal. Eles têm sido variavelmente atribuído ao Heavy Metal, Nu Metal, e em alguns casos gêneros de Hard Rock. o Próprio Gunn diz que ele gosta de criar uma quantidade diversa de conteúdo musical. Além da música pesada e agressiva a banda é conhecida por, ele também gosta de faixas mais calmas, como Take It, State Of Nature, e vários outros interlúdios acústicos que pontuam 'Memoirs Of A Murderer'. A banda também apresentar as faixas de spoken word chamadas faixas 'Anatomy'.
Uma das principais influências da banda é Korn, que se diz ter tido um impacto particular sobre o estilo musical de seu álbum de estreia, especialmente os sons mais escuros, estilo lírico e riffs de guitarra. Seu som também tem sido comparado ao do Slipknot e Bury Tomorrow.
Após o lançamento do seu mais recente single Revenge, Gunn divulgou um comunicado sugerindo que eles "... nunca fazem o mesmo movimento duas vezes e estamos sempre criando."

### Performances ao vivo
A banda é conhecida por sua presença de palco corajosa e produções elaboradas, com elementos de assinatura incluindo Gunn cantando coberto de lama, os homens contratados em máscaras empunhando machados e bastões de beisebol, e fita de segurança da polícia cercam o palco para aprimorar os elementos de crime e perigo em sua música. Às vezes, eles têm sido conhecidos por portarem armas falsas no palco. Alguns meios de comunicação têm criticado os como enigmático e acredito que eles estão colocando em um ato, mas Gunn rejeita a ideia de que eles estão fingindo suas histórias.

### Fan Base
A fã base da banda antecede a sua formação oficial e nome atual. Em sua cidade natal, Flint, MI, seus fãs são conhecidos por ser violento em seus shows, com um caso notável que ocorre em uma expo música local chamado 'Dirtfest' em 2009. Os fãs fizeram Mosh violentamente, quebraram cercas, e lutou contra as forças policiais ao tentar acalma-los; alguns fogos de artifício foram acesos e apontados no meio da multidão, e quando o som foi cortado em último caso, os fãs continuaram cantando suas canções. Mesmo antes de a banda foi assinado, os fãs foram observados com tatuagens em suas canelas com o código de área de Flint (810) semelhantes às exibidas pela banda; alguns têm ido tão longe como esculpir o logotipo da banda em sua pele.

## Controvérsias
Os membros do King 810 tiveram vários problemas com a polícia. Outras vezes, embora evitando as autoridades oficiais, eles atraíram a ira da indústria da música ou da patrulha de fronteira.

### Agressão (2013–2014)
Em 13 de junho de 2014, Gunn e Gill foram presos sob a acusação de agressão com a intenção de causar danos corporais graves, menos do que assassinato decorrente de um incidente de 2013. Como resultado, King 810 cancelou seu compromisso de se apresentar no Download Festival. Após uma investigação mais aprofundada, as acusações foram rejeitadas.

### Posse de armas (2017)
O ex-guitarrista, Andrew Beal foi preso por posse de armas em 30 de julho de 2017, antes da apresentação de King 810 no Bloodstock.

### Protesto e Invasão ao Capitólio dos Estados Unidos (2021)
Em 6 de janeiro de 2021, David Gunn foi fotografado no local durante o ataque ao Capitólio dos Estados Unidos. Gunn respondeu publicamente em seu Instagram confirmando que compareceu, mas não participou de nenhum crime. Gunn revelou em sua postagem que foi contatado pelo FBI a respeito de sua presença, mas não havia motivo para acusações.

## Membros
Atuais membros
- David Gunn - vocais (2007 - presente)
- Eugene Gill - baixo (2007 - presente)

##### Membros de formação
- Jason Hale - guitarra (2008 - 2009)
- Andrew Beal - guitarra (2007 - 2017)
- Andrew Workman - bateria (2007 - 2018)

## Discografia
- Anachronism (2009)
- Midwest Monsters (2012, EP)
- Proem (2014, EP)
- Memoirs of a Murderer (2014)
- Midwest Monsters 2 (2015, Mixtape)
- That Place Where Pain Lives (2015, LP)
- La Petite Mort or a Conversation with God (2016)[38]
- Queen (2017, EP)
- Suicide King (2019)[39]
- AK Concerto No. 47, 11th Movement in G Major (2020)

### Singles
| Título                   | Ano  | Álbum                                     |
| ------------------------ | ---- | ----------------------------------------- |
| "Killem All"             | 2014 | Proem                                     |
| "Fat Around The Heart"   | 2014 | Memoirs Of A Murderer                     |
| "i aint goin back again" | 2016 | La Petite Mort or a Conversation with God |
| "Heartbeats"             | 2018 | Suicide King                              |

### Singles Promocionais
| Título                    | Ano  | Álbum                                                  |
| ------------------------- | ---- | ------------------------------------------------------ |
| "Anatomy 1:5"             | 2015 | single sem álbum                                       |
| "We Gotta Help Ourselves" | 2016 | single sem álbum                                       |
| "crow's feet"             | 2016 | Not Safe To Drink: Music For Flint Water Crisis Relief |
| "Brahma (2010)"           | 2016 | single sem álbum                                       |

### Vídeos musicais
| Título                     | Ano  | Álbum                                     | Diretor             |
| -------------------------- | ---- | ----------------------------------------- | ------------------- |
| "Killem All"               | 2014 | Proem                                     | Desconhecido        |
| "Fat Around the Heart"     | 2014 | Memoirs of a Murderer                     | John ‘Quig’ Quigley |
| "War Outside"              | 2014 | Memoirs of a Murderer                     | Unknown             |
| "State of Nature"          | 2014 | Memoirs of a Murderer                     | Unknown             |
| "Murder Murder Murder"     | 2014 | Memoirs of a Murderer                     | Desconhecido        |
| "Desperate Lovers"         | 2014 | Memoirs of a Murderer                     | DK Gunn             |
| "Eyes (Sleep It All Away)" | 2015 | Memoirs of a Murderer                     | John “Quig” Quigley |
| "Vendettas (Feat. Zuse)"   | 2015 | Midwest Monsters 2                        | Desconhecido        |
| "Devil Don't Cry"          | 2015 | Memoirs of a Murderer                     | DK Gunn             |
| "Carve My Name"            | 2016 | Memoirs of a Murderer                     | Katia Spivakova     |
| "i aint goin back again"   | 2016 | La Petite Mort or a Conversation with God | DK Gunn             |

## Prémios
| Obra proposta | Ano  | Prémio                                          | Resultado |
| ------------- | ---- | ----------------------------------------------- | --------- |
| King 810      | 2015 | Metal Hammer Golden Gods Awards - Best New Band | Nomeado   |